# Comet Lake
Comet Lake és el nom en clau d'Intel per als seus processadors Core de 10a generació. Es fabriquen amb la tercera revisió de 14 nm d'Intel Skylake, succeint a les famílies de processadors mòbils de la sèrie U de Whisky Lake i de processadors d'escriptori Coffee Lake. Intel va anunciar CPU Comet Lake-U de baixa potència el 21 d'agost de 2019, CPU mòbils de la sèrie H el 2 d'abril de 2020, CPU Comet Lake-S d'escriptori el 30 d'abril de 2020 i Xeon CPU de les estacions de treball de la sèrie W-1200 el 13 de maig de 2020. Els processadors Comet Lake i els processadors Ice Lake de 10 nm es marquen conjuntament com la família Intel "10th Generation Core". Intel va llançar oficialment les CPU Comet Lake-Refresh el mateix dia del llançament de l'11a generació de Rocket Lake. Les CPU mòbils de baixa potència Comet Lake-U Core i Celeron 5205U es van suspendre el 7 de juliol de 2021.

## Canvis generacionals
Totes les CPU Comet Lake inclouen un concentrador de controlador de plataforma actualitzat amb controlador CNVio2 amb Wi-Fi 6 i suport de mòdul CRF AX201 extern.
Comet Lake-S en comparació amb Coffee Lake-S Refresh
- Fins a deu nuclis de CPU
- Hyperthreading en tots els models, excepte Celeron
- Augment de turbo d'un sol nucli fins a 5,3 GHz (300 MHz més); impuls turbo tot nucli fins a 4,9 GHz; Augment de la velocitat tèrmica per a Core i9;[9] Compatibilitat amb Turbo Boost Max 3.0 per a Core i7 i i9
- Suport de memòria DDR4-2933 per a Core i7 i i9; DDR4-2666 per a Core i3, Core i5, Pentium Gold, Celeron
- Chipset de la sèrie 400 basat en el sòcol LGA 1200

Comet Lake-H en comparació amb Coffee Lake-H Refresh
- Freqüències turbo més altes fins a 300 MHz
- Suport de memòria DDR4-2933
- Augment de la velocitat tèrmica per a Core i7 i i9

Comet Lake-U en comparació amb Whisky Lake-U
- Fins a sis nuclis de CPU
- Freqüències turbo més altes fins a 300 MHz
- Suport de memòria DDR4-2666 i LPDDR3-2133

Un canvi arquitectònic notable del Comet Lake respecte als seus predecessors és l'eliminació de les extensions del conjunt d'instruccions TSX.
Les CPU de nivell d'entrada com la sèrie i3 ja no admeten memòria ECC.